# Sukit
Sukit (mađ. Szőkéd, nje. Sukid) je selo u južnoj Mađarskoj.
Zauzima površinu od 9,58 km četvornih.

## Zemljopisni položaj
Nalazi se na 46°58' sjeverne zemljopisne širine i 18°17'13" istočne zemljopisne dužine, 6 km jugoistočno od Pečuha. Ata je 1,8 km južno, Renda je 2 km istočno, Egrag je 1 km sjeveroistočno, Pogan 2 km sjeverozapadno, Nijemet je 2,1 km jugozapadno, Salanta 3 km jugozapadno, Udvar je 4 km sjeverno. 

## Upravna organizacija
Upravno pripada Pečuškoj mikroregiji u Baranjskoj županiji. Poštanski broj je 7763.
U Sukitu djeluje jedinica hrvatske manjinske samouprave.

## Promet
Selo se nalazi uz željezničku prometnicu Pečuh – Mohač. U selu je željeznička postaja.

## Stanovništvo
Sukit ima 401 stanovnika (2001.).
Sukit je sve donedavno imao i hrvatsku zajednicu iz skupine Bošnjaka, koji su se u ove krajeve doselili u 16. i 17. stoljeću. U nedavnoj prošlosti su se znatnim dijelom pomađarili.
U 19. stoljeću pored Mađara i bošnjačkih Hrvata, doseljavaju Nijemci i Hrvati iz skupine Šokaca.

## Vanjske poveznice
- (mađ.) KSH adatai[neaktivna poveznica]
- (engl.) Sukit na fallingrain.com